# Međeđak Utinjski
Međeđak Utinjski – wieś w Chorwacji, w żupanii karlowackiej, w gminie Vojnić. W 2011 roku liczyła 62 mieszkańców.